# Dolichopeza (Dolichopeza) yourula
Dolichopeza (Dolichopeza) yourula is een tweevleugelige uit de familie langpootmuggen (Tipulidae). De soort komt voor in het Australaziatisch gebied.